# كاليستوس الثاني

كاليستوس الثاني (بالفرنسية: Calixte II)‏ (توفي 13 ديسمبر عام 1124م) وولد باسم غي دي فيين، وهو الابن الرابع لوليام الأول كونت بورغوندي (1057-1087م) وانتخب بابا في 1 فبراير 1119م، بعد وفاة البابا جاليسيوس الثاني (1118-1119م).